# آشپزی مغولی

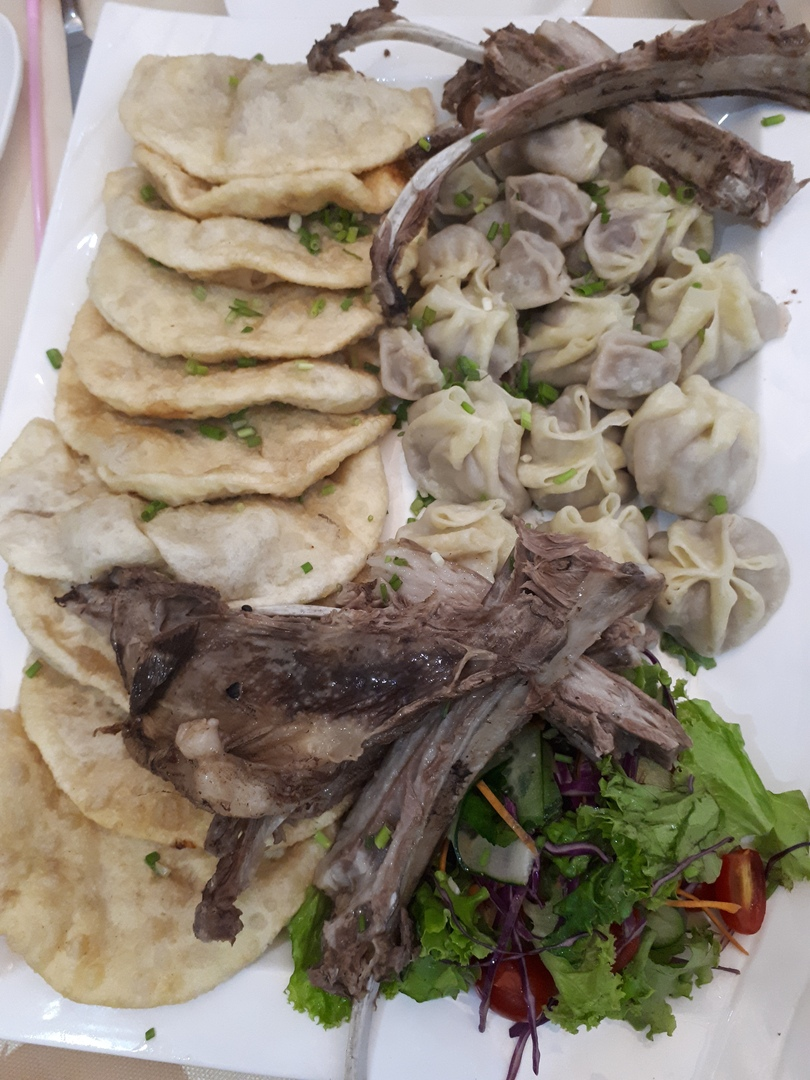
غذاهای مختلف گوشت مغولی

آشپزی مغولی عمدتاً شامل فراورده‌های لبنی، گوشت و چربی‌های حیوانی است. رایج‌ترین غذای روستایی گوشت گوسفندی پخته شده‌است. در مناطق شهری، دامپلینگ بخارپز پر از گوشت به نام " buuz " - محبوب هستند.
آب و هوای قاره ای شدید مغولستان بر رژیم غذایی سنتی مردم این سرزمین تأثیر گذاشته‌است. استفاده از سبزیجات و ادویه جات محدود است. به دلیل همجواری جغرافیایی و روابط عمیق تاریخی با چین و روسیه، غذاهای مغولی نیز تحت تأثیر غذاهای چینی و روسی قرار دارند.

## شرایط
عشایر مغولستان زندگی خود را مستقیماً از طریق تولیدات حیوانات اهلی مانند گاو، اسب، شتر، یک، گوسفند و بز و همچنین گوشت شکار حفظ می‌کنند. گوشت یا پخته می‌شود و به عنوان ماده ای برای تهیه سوپ و کوفته مثل بوز، خووشور، بانش، مانتی استفاده می‌شود، یا برای زمستان به صورت بورت خشک می‌شود. رژیم مغولی شامل مقدار زیادی چربی حیوانی است که مغول‌ها برای مقاومت در برابر زمستان‌های سرد و کار سخت آنها لازم است. دمای هوا در زمستان تا منفی ۴۰ درجه سانتیگراد پایین می‌آید و کار در فضای باز به ذخیره انرژی کافی نیاز دارد. از شیر و خامه برای تهیه انواع نوشیدنی‌ها و همچنین پنیر و محصولات مشابه استفاده می‌شود

## غذاهای رایج
رایج‌ترین غذای روستایی گوشت گوسفندی پخته شده‌است، معمولاً بدون هیچ ماده دیگری. برای همراهی گوشت‌ها، ممکن است از سبزیجات و محصولات آردی نیز برای ایجاد ظروف پیش غذا استفاده شود.

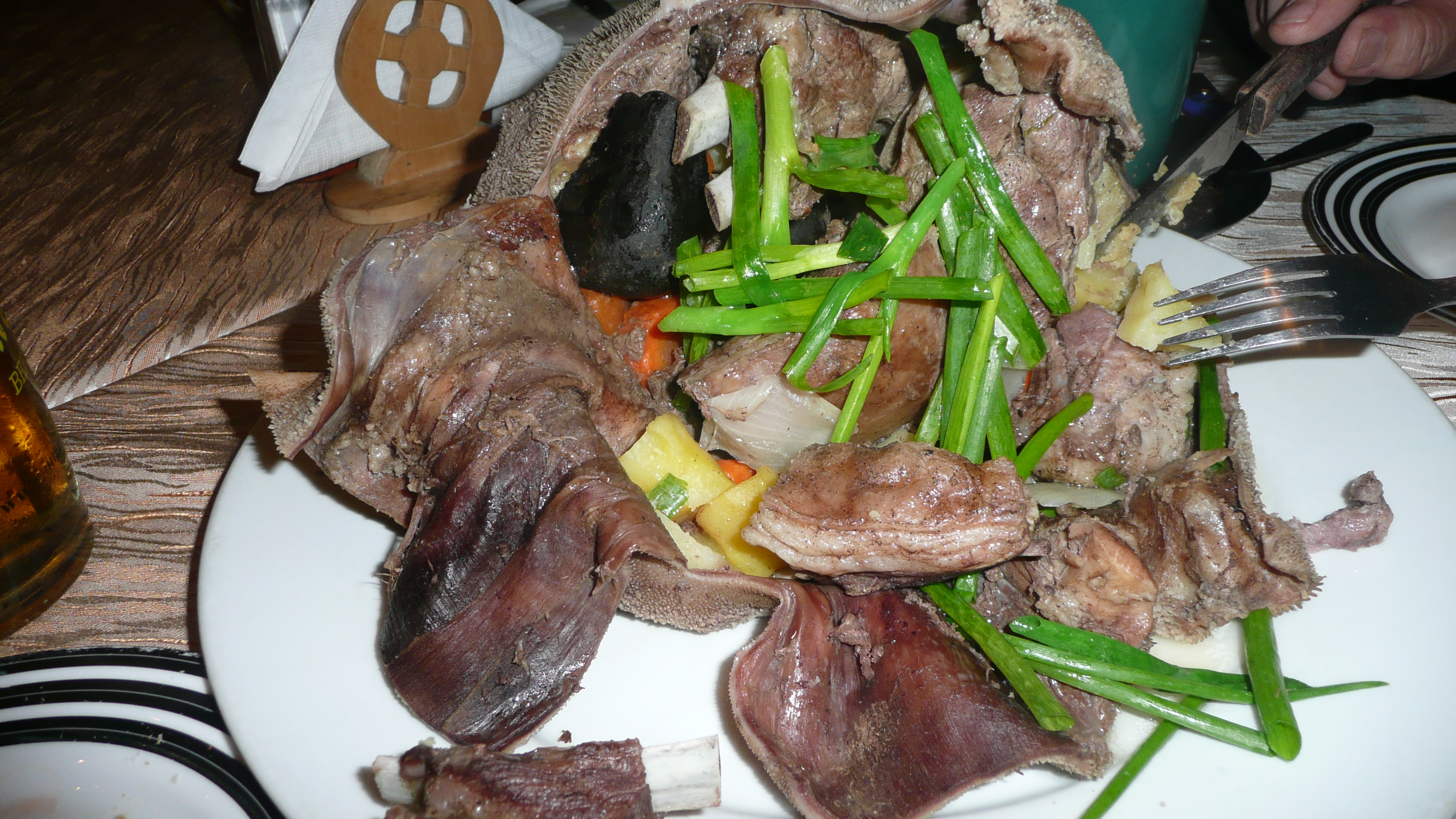
خورخوگ
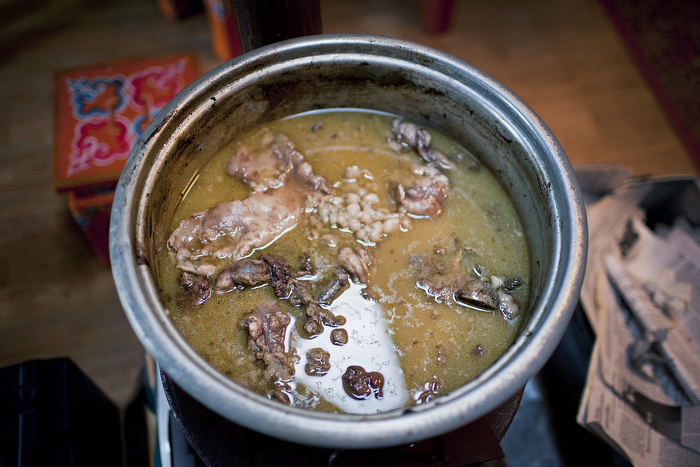
گوشت پخته شده و غذاهای داخلی رایج‌ترین وعده غذایی در خانه یک دامدار
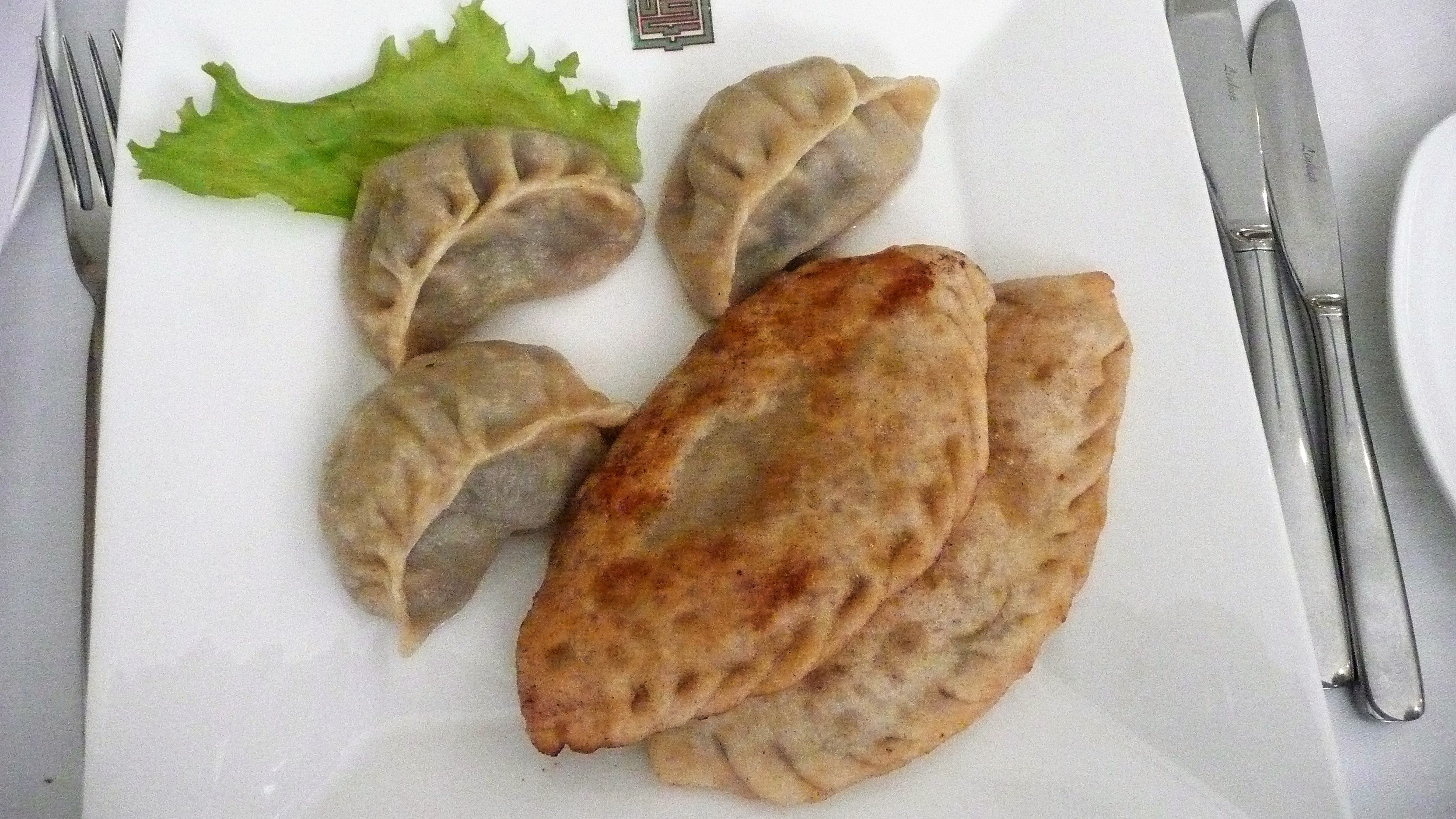
دو نوع کوفته: بووز (بالا سمت چپ) و خوشور (پایین سمت راست)
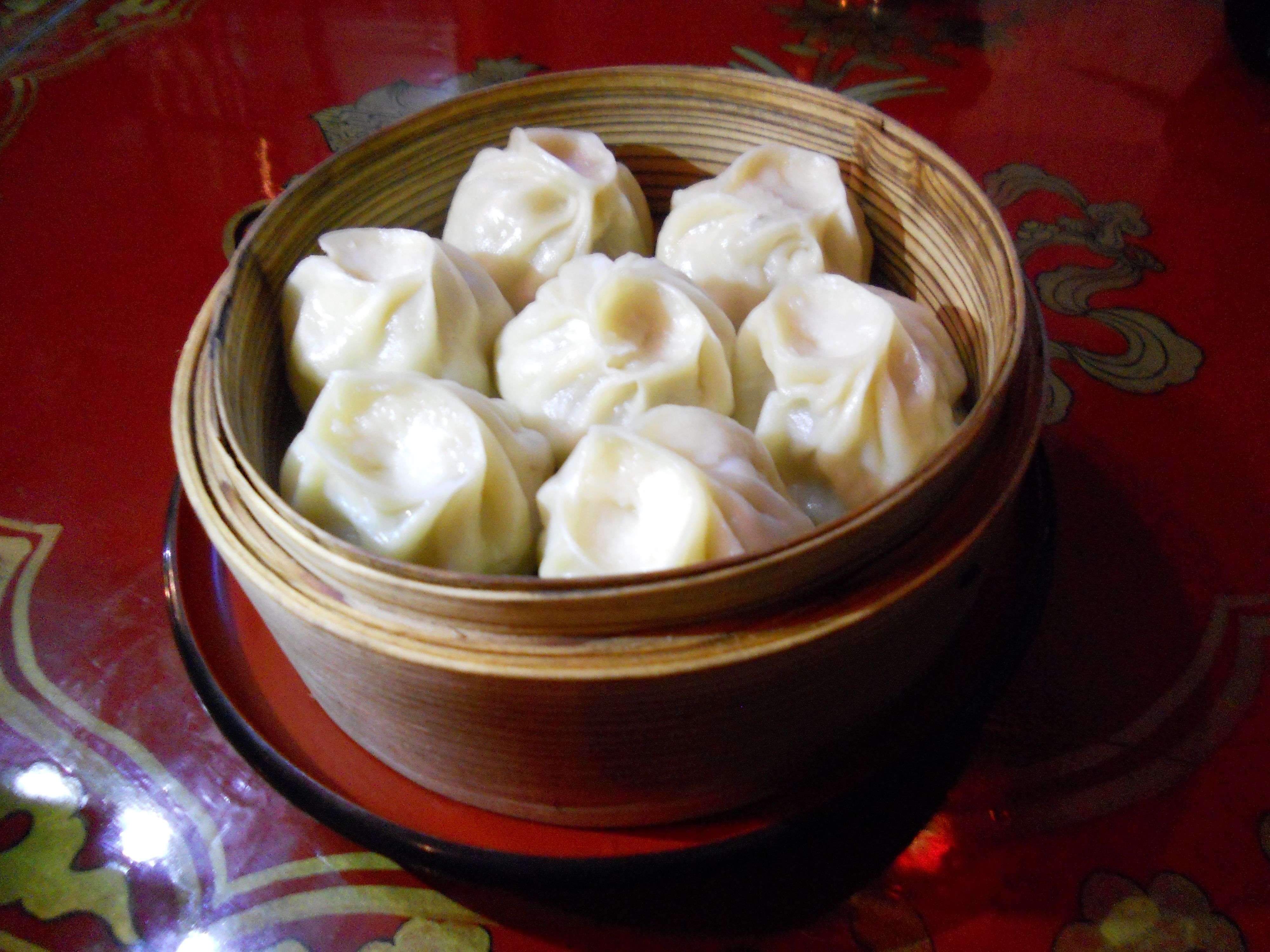
یکی دیگر از انواع بووز
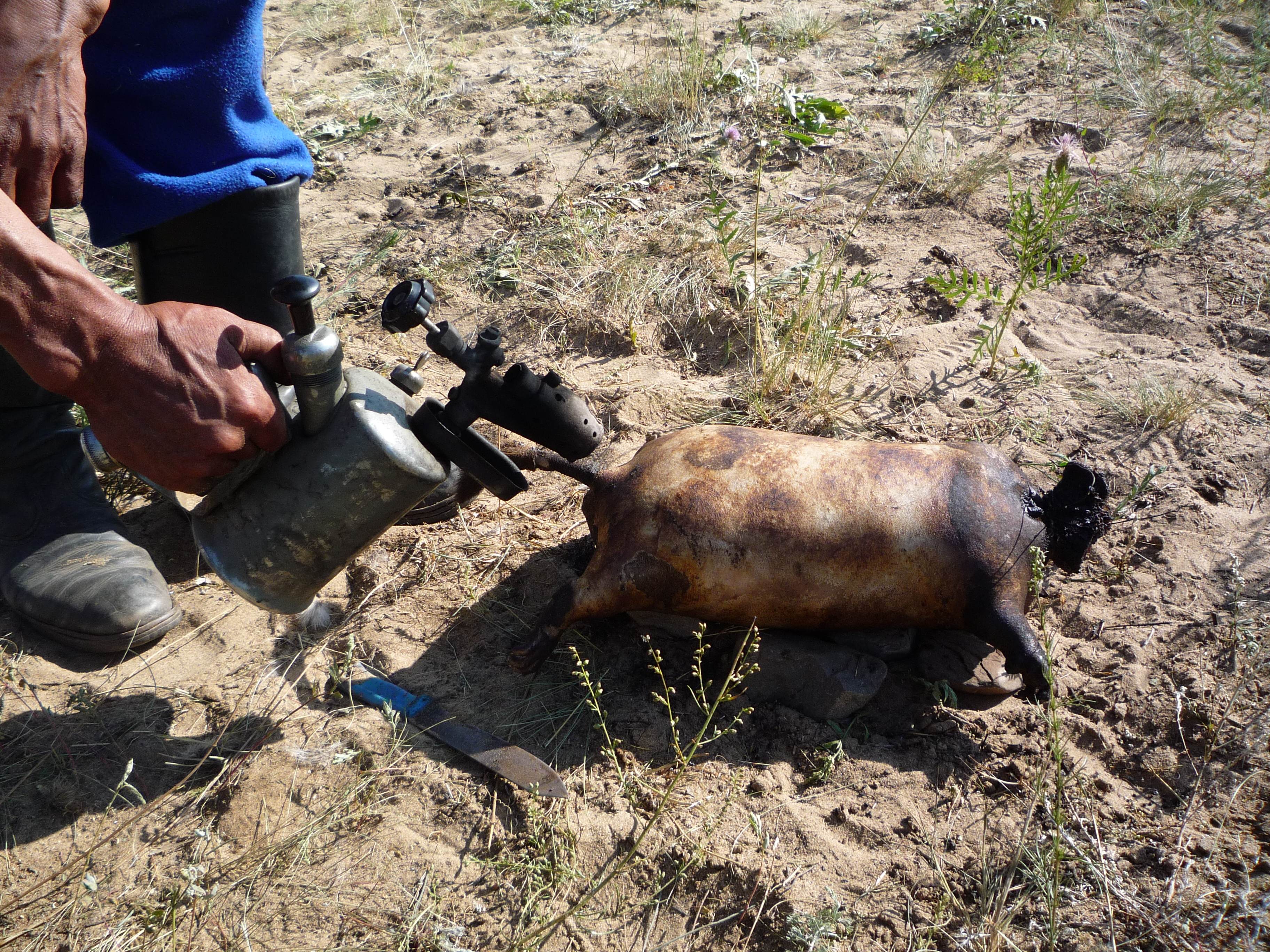
بوداگ
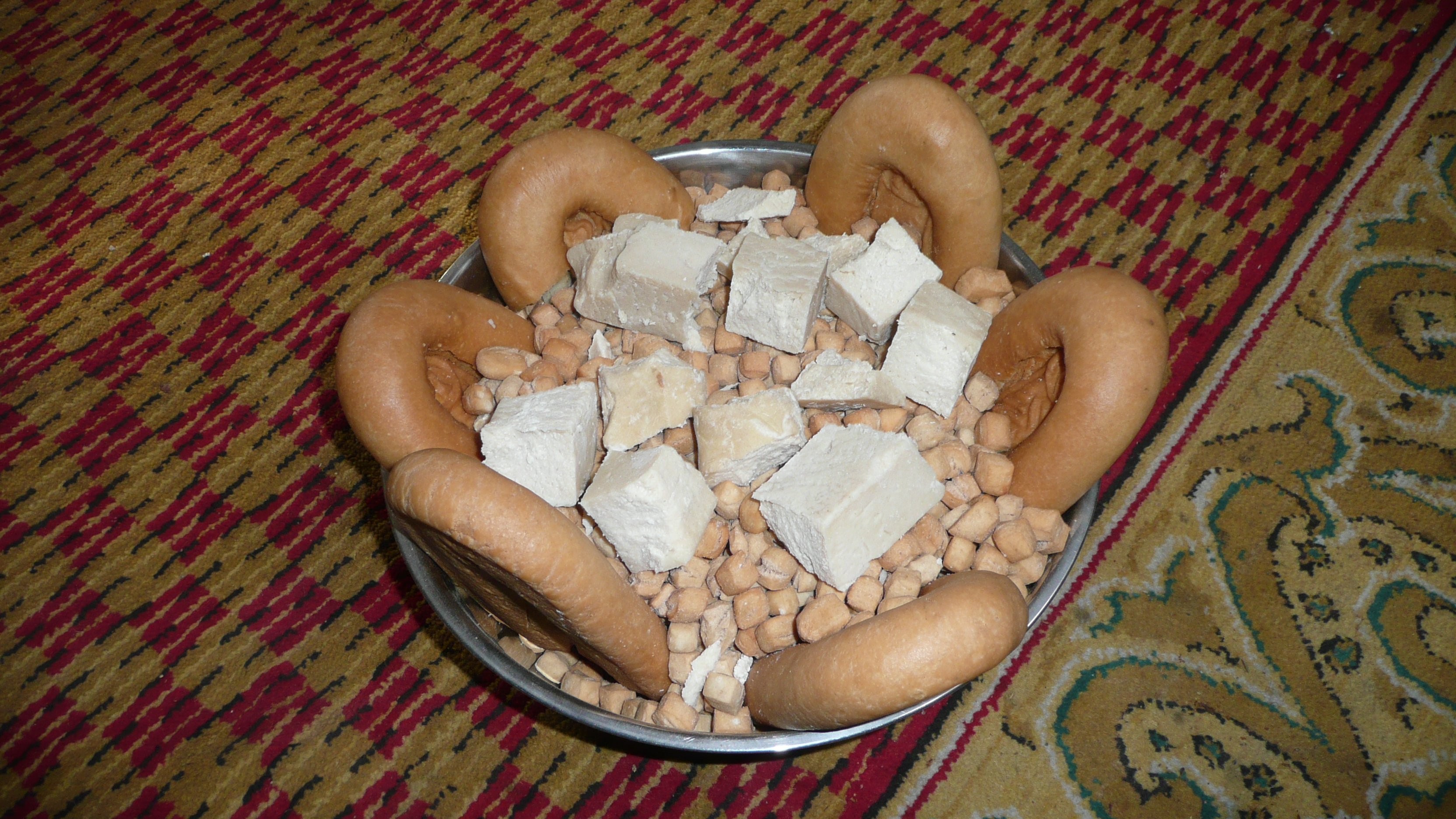
از کوچکترین تا بزرگترین: کلوچه‌های بورتسگ، کشک (کشک خشک) و کیک‌های اول بوو

شگفت آورترین روش پخت‌وپز فقط در موارد خاص استفاده می‌شود. در این حالت، گوشت (اغلب همراه با سبزیجات) با کمک سنگ‌هایی که از قبل در آتش گرم شده‌اند، پخته می‌شود.
شیر را می جوشانند تا خامه (اریوم، خامه لخته شده) جدا شود. باقیمانده شیر بدون چربی به صورت پنیر (بایاسلاگ)، کشک خشک، ماست و کفیر فرآوری می‌شود. برجسته‌ترین نوشیدنی ملی کومیس است که شیر مادیان تخمیر شده‌است. غلات محبوب در آشپزی مغولی جو است که سرخ شده و مزه دار می‌شود. آرد حاصل (گوریل آرواین) به صورت فرنی در چربی شیر و شکر خورده یا به صورت مخلوط در چای شیری نوشیده می‌شود.

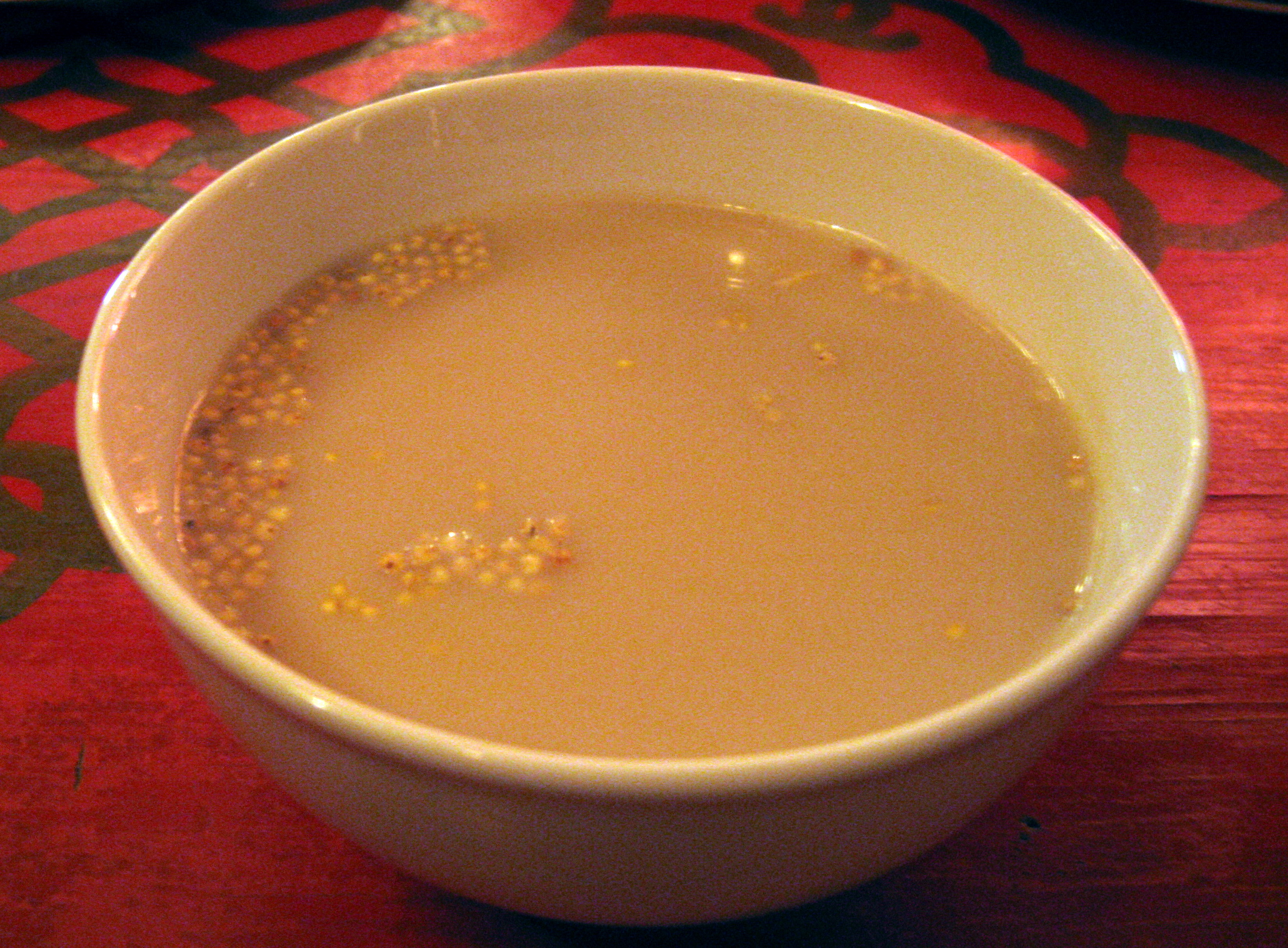
Süütei Tsai ، چای شیر شور
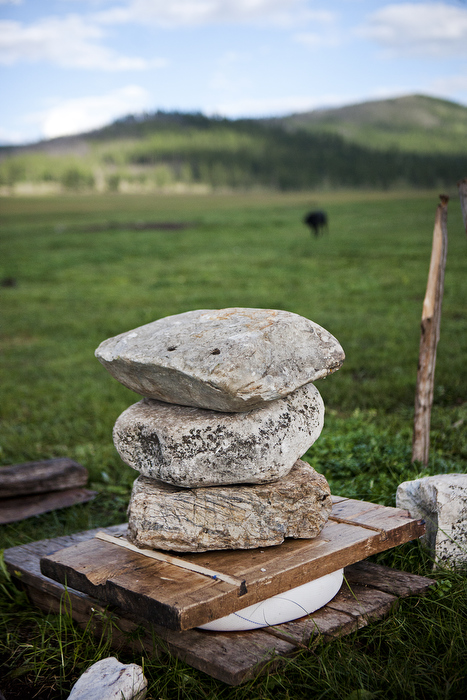
گرفتن آب اضافی پنیر
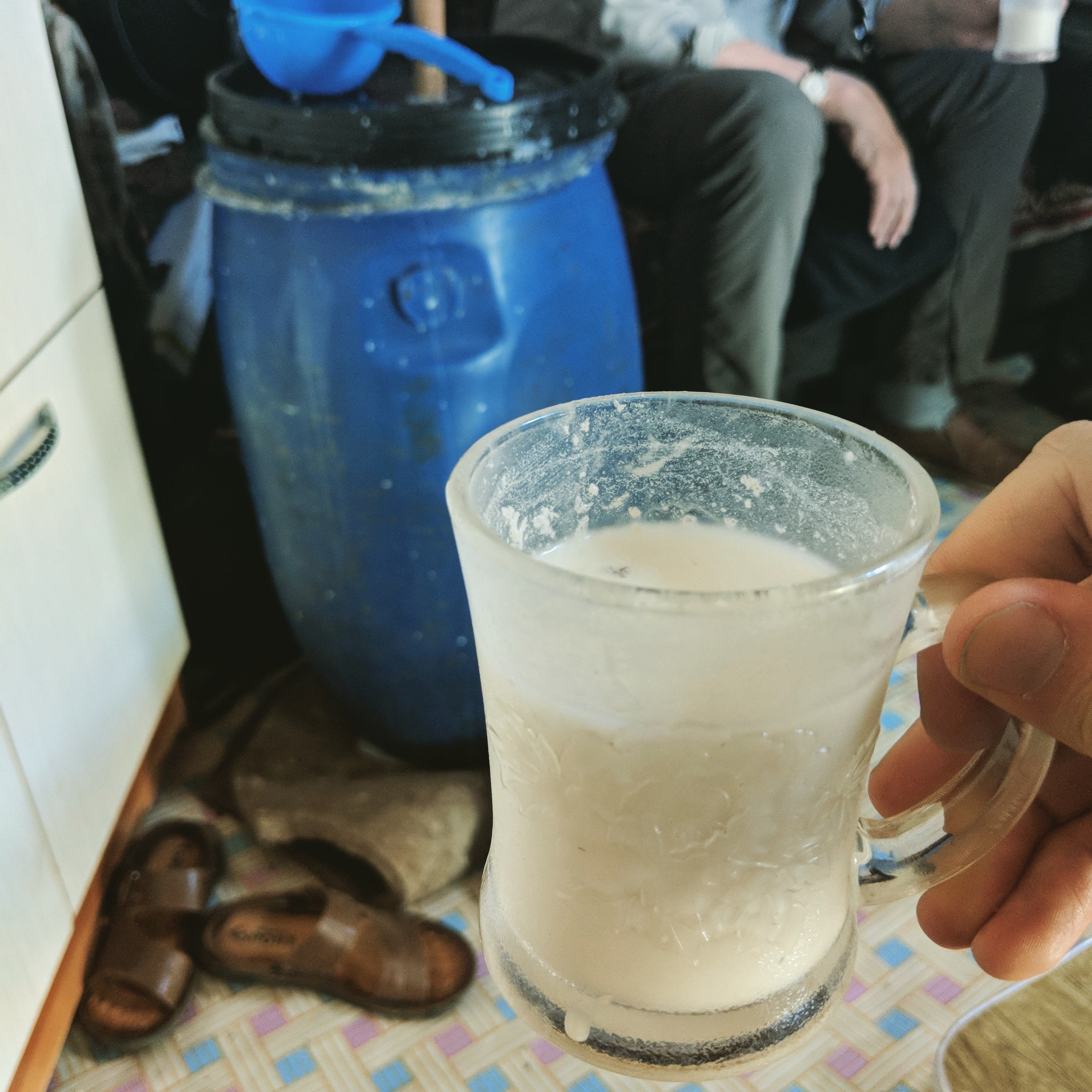
یک لیوان آیراگ
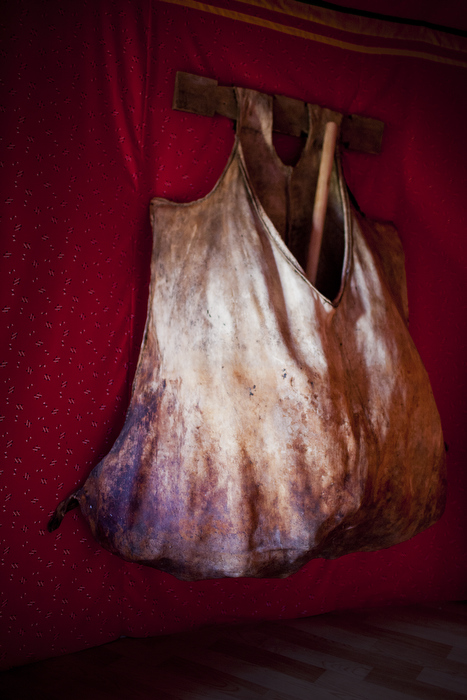
کیف چرمی که برای تخمیر آیراگ به روش سنتی استفاده می‌شود
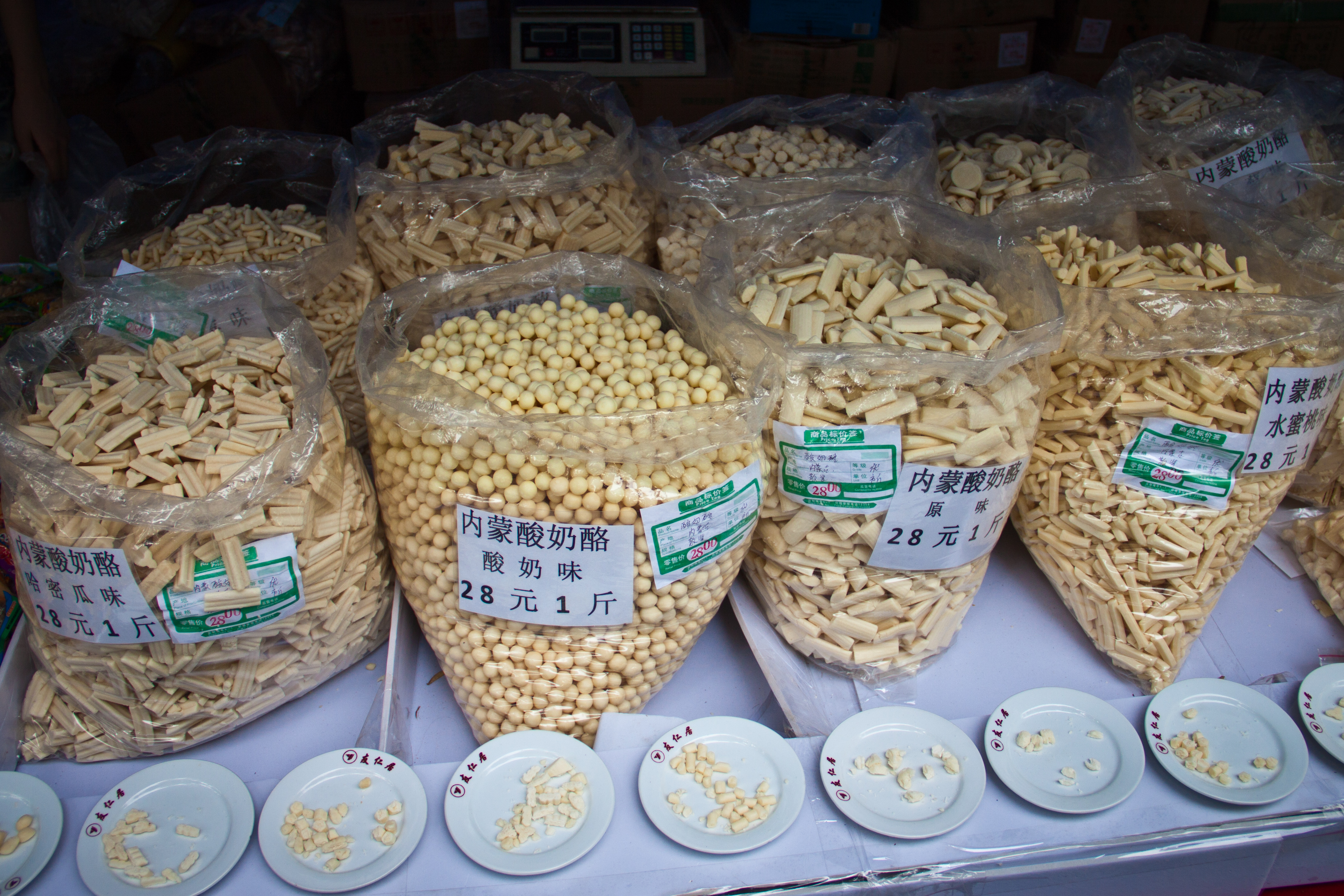
انواع شیرینی‌های شیر ترش منگولی
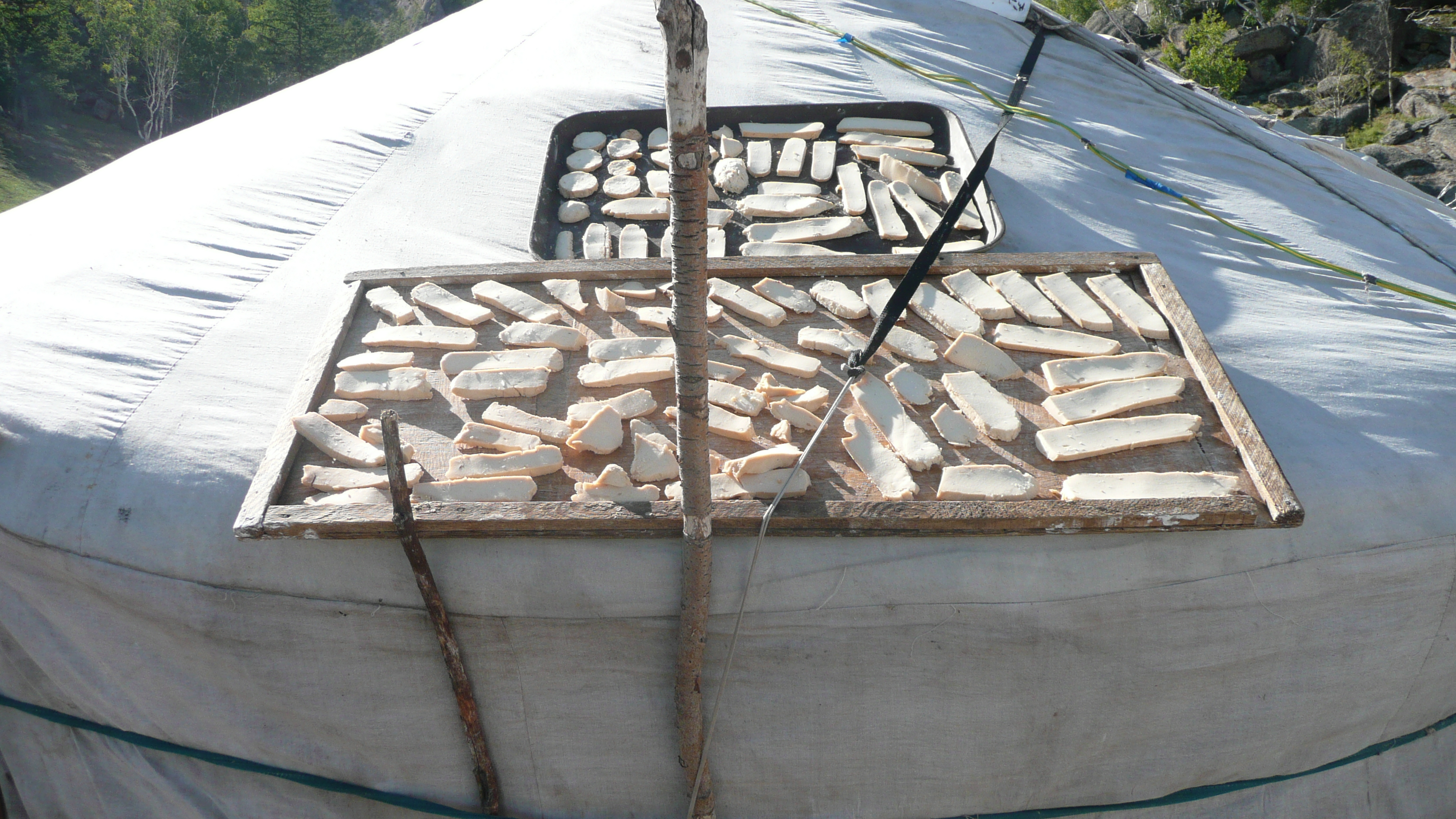
Aaruul در حال خشک شدن
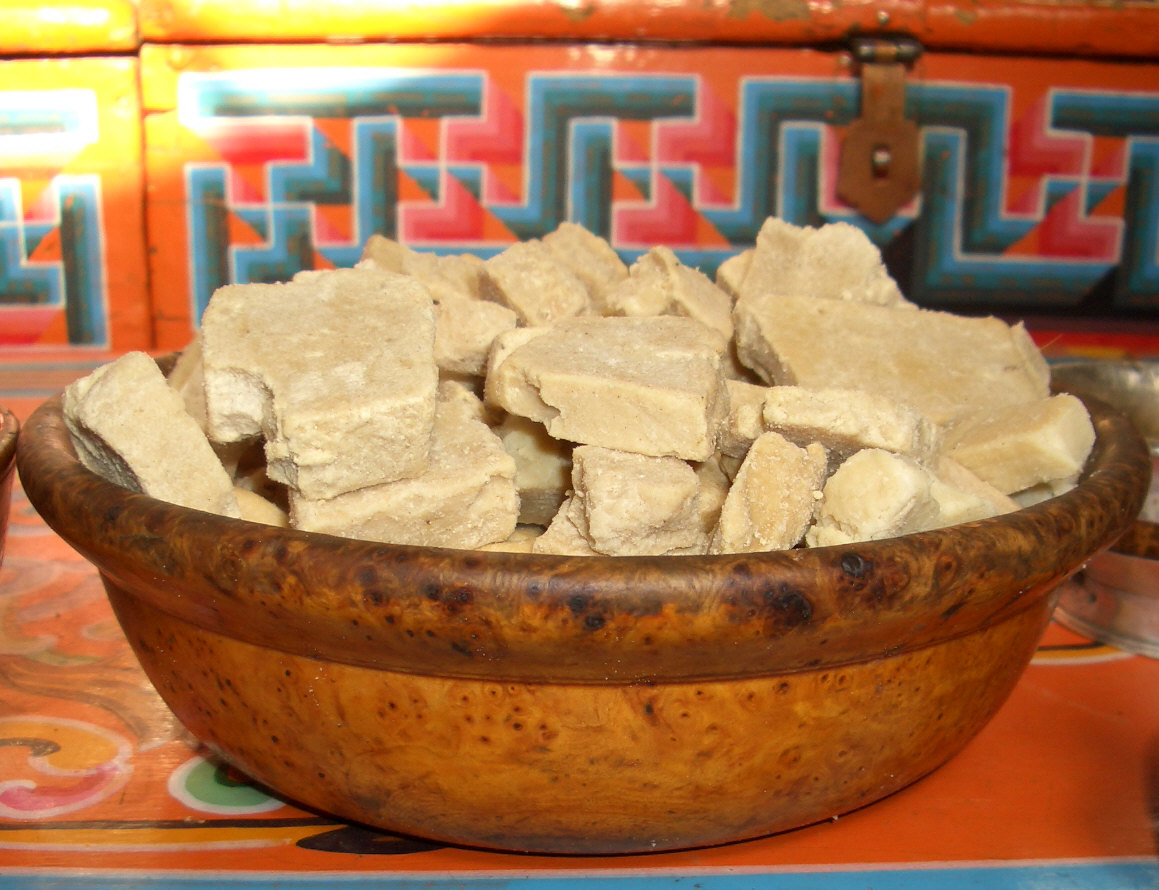
آرول در یک ظرف سرو

- گوشت اسب در مغولستان خورده می‌شود و در بیشتر فروشگاه‌های مواد غذایی یافت می‌شود.
- شیرینی‌های مغولی شامل پالتو، نوعی بیسکویت یا کلوچه ای است که در موارد خاص خورده می‌شود.
- ودکا محبوب‌ترین نوشیدنی الکلی است. ودکا چنگیز (به نام چنگیز خان) مشهورترین مارک تجاری است که ۳۰٪ از بازار نوشیدنی‌های الکلی را تشکیل می‌دهد.[۳]